# دو وينهوي
دو وينهو (بالصينية: 杜文辉) ، من مواليد 19 ديسمبر 1983 في بكين في الصين ، لاعب كرة قدم صيني.
يلعب مع نادي بكين غوان.
يلعب مع منتخب الصين لكرة القدم منذ عام 2007.

## روابط خارجية
- دو وينهوي على موقع قاعدة بيانات كرة القدم.إي يو (الإنجليزية)
- دو وينهوي على موقع ناشيونال فوتبول تيمز (الإنجليزية)